# Adão Negro (banda)
Adão Negro é uma banda brasileira de reggae.

## História
A banda Adão Negro foi fundada em meados do ano de 1996. Dois anos mais tarde, gravou seu primeiro disco, Adão Negro, o qual seria lançado somente em 2000.
Impulsionado pela força da pirataria, o grupo começou a tornar-se conhecido nas grandes capitais do país, devido ao registro do show que reuniu 25 mil pessoas no Costa Verde, clube localizado na orla de Salvador, resultando no disco pirata da banda mais divulgado no país, chamado "Adão Negro no Costa Verde".
A partir do ano de 2000, a banda começa a incluir na agenda cidades de diversos estados brasileiros desde Fortaleza a Porto Alegre, dividindo o palco com grandes nomes da música nacional como Paralamas do Sucesso, Natiruts, Cássia Eller, Capital Inicial, Lulu Santos entre outros, além de ícones internacionais como 50 Cent, Alpha Blondy e Lucky Dube.
Em 2004, a banda muda-se para São Paulo, viabilizando pequenas turnês pelo sul do país. Em 2007, a banda lança do disco Pele Negra, co-produzido pelo renomado produtor jamaicano Clive Hunt e pelo roqueiro baiano Marcio Mello. O disco foi lançado para um público recorde de 25 mil pessoas no festival Tributo a Bob, em Salvador, junto com o reggaeman mundialmente conhecido Lucky Dube, que seria tragicamente morto meses mais tarde na África do Sul. Em poucos meses, o Pele Negra tornou-se o mais bem sucedido da carreira do Adão Negro. Tendo canções como Anjo Bom e Me liga sido regravadas por outros artistas, o que fez com que o cd e o trabalho da banda se tornassem ainda mais conhecidos.
No ano de 2010 a banda lança o disco Mais Forte, 4º de estúdio e 6º da carreira da banda. Em pouco tempo canções como Te chamo de sonho, Tudo em meu viver, Jão, Motivo e Sentido, De bob, Honey, entre outras, são muito bem recebidas pelo público. Após lançar o novo cd, a banda começa a excursionar pelo país, divulgando seu novo trabalho. Em 2012 o cd Mais Forte foi indicado ao Prêmio Dynamite, como melhor cd de Reggae.
Ainda em 2012 a banda lança um CD, registro do show no Festival República do Reggae, em fevereiro do mesmo ano.
No final do ano de 2013, o guitarrista Duda Spínola deixa banda para se dedicar a carreira solo. Em 2014 a banda segue Brasil afora, divulgando as canções do cd "Mais Forte".

## Discografia oficial
- 1998 - Adão Negro
- 1999 - Só Diretoria
- 2003 - Vence Tudo
- 2005 - Vence Tudo Ao Vivo
- 2007 - Pele Negra
- 2009 - Be Free - Disco com canções em inglês, lançado como bônus na internet
- 2010 - Mais Forte
- 2012 - Adão Negro - Ao Vivo na República do Reggae
- 2015 - #AdãoNegro

## Videografia
- 2005 - DVD - Ao vivo na República do Reggae